# Moorslede
Moorslede è un comune belga di 10 962 abitanti, situato nella provincia fiamminga delle Fiandre Occidentali.

## Geografia fisica

### Territorio
|  | Il comune di Menen è composto da 2 abitati principali: - Moorslede (I) (abitanti : 7.026) - Dadizele (II) (abitanti : 3.612) Gli abitati confinanti sono: (a) Roeselare, (b) Rumbeke (comune di Roeselare), (c) Ledegem, (d) Geluwe (comune di Wervik), (e) Beselare (comune di Zonnebeke), (f) Passendale (comune di Zonnebeke) |